# Мелита Норууд
Мелита Норууд (на английски: Melita Norwood; родена Сирнис, на английски: Sirnis), е британска държавна служителка и член на комунистическата партия на Великобритания. Става известна като агент на съветското разузнаване, която в течение на 40 години предава на СССР секретни документи, в това число свързани с ядрената програма. Разобличена е много по-късно в резултат на разкритията на бившия съветски офицер-разузнавач Василий Митрохин.
Дъщеря е на емигрант от Латвия.
От 1932 г. работи като секретарка на ръководителя на Британската асоциация за изследвания на цветни метали (British Non-Ferrous Metals Research Association), която е свързана с ядрени изследвания. На 24 години се присъединява към Комунистическата партия на Великобритания.
През 1935 г. тя попада в полезрението на НКВД по препоръка на Андрю Ротщайн, един от създателите на партията. От 1937 г. сътрудничи на съветската разузнавателна служба с псевдоним „Хола“. Занимава се с предаване на разузнавателна информация и вербуване на персонал. През март 1945 г. работодателят ѝ печели контракт за проект, свързан са разработването на атомна бомба. Норууд получава достъп до документи, които допълват разузнавателните сведения, събрани от КГБ от САЩ. Според Владимир Барковски, ръководител на научно-техническото разузнаване в лондонската съветска резидентура: „От САЩ получихме информация как е била направена бомбата, а от Великобритания – от какво е била направена и тези сведения общо покриха целия проблем“. В личното ѝ досие в КГБ е заявено, че тя е „дисциплиниран и отдаден агент, който прави всичко по силите си, за да помогне на съветската разузнавателна дейност“. Тя е най-ценният агент на КГБ във Великобритания.
За първи път през 1945 г. в МИ-5 възникнат подозрения, а през 1965 г. британските тайни служби са убедени, че е агент на КГБ, но нямат доказателства до 1992 г., когато Василий Митрохин бяга в Обединеното кралство с голям брой архивни документи на КГБ. Британските служби се въздържат от разпит на Мелита и привличането ѝ към отговорност, за да избегнат разкриване на методите си на работа.
По данни на вестник „Independent“ тя е предавала информация на СССР от 1937 до 1971 г. През 1958 г. КГБ ѝ определя пожизнена пенсия от 20 паунда на месец. Тя отказва да приеме каквото и да е друго възнаграждение за шпионската си работа, твърдейки, че върши всичко по идейни съображения. Пенсионира се през 1972 година, а през 1979 г. за последен път посещава СССР. През последните години от живота си живее в предградието на Лондон Бекслихийт (Bexleyheath).
Кавалер е на ордена Червено знаме на труда (1958 г.).
От 1935 г. е омъжена за Хилари Норууд (починал 1986 г.). Има една дъщеря. На нейния живот е посветен британският филм „Червената Джоана“ от 2018 г. Умира през 2005 г.